# Самари (Вареш)
Самари су насељено мјесто у општини Вареш, Босна и Херцеговина.

## Становништво
|             | 2013.      | 1991.       |
| Укупно      | 0 (0,000%) | 32 (100,0%) |
| Бошњаци     | 0 (0,000%) | 0 (0,000%)1 |
| Срби        | 0 (0,000%) | 32 (100,0%) |
| Хрвати      | 0 (0,000%) | 0 (0,000%)  |
| Југословени | 0 (0,000%) | 0 (0,000%)  |

1. 1 На пописима од 1971. до 1991. Бошњаци су пописивани углавном као Муслимани.